# Stary Żylin

Stary Żylin [ˈstarɨ ˈʐɨlin] est un village polonais de la gmina de Nowa Sucha dans le powiat de Sochaczew et dans la voïvodie de Mazovie.